# 個人
個人，是具有某些能力或屬性的人類個體，例如理性、道德、意識或自我意識，並且是文化上建立的社會關係形式（例如親屬關係、財產所有權或法律責任）的參與者。 人格的定義特徵以及因此使一個人算作一個人的原因，在不同文化等背景及脈絡下有很大差異。
除了人格問題之外，是什麼讓一個人被視為一個人，還有關於個人身份和自我的進一步問題：關於是什麼使任何特定的人成為特定的人而不是另一個人，以及是什麼使一個人成為一個人—儘管有任何干預性變化，但某個時間的人仍與他們在另一時間或將成為同一個人（參見人格同一性）。
在英語中，Person的複數形式“people”，常用於指整個民族或族群（如“a people”），這是該詞的本義；它隨後被用作表示複數形式的人。另一複數形式“persons”經常用於哲學和法律寫作中。